# Vladimir Nicolaievitch Orloff
Orlov est orthographié en français Orloff avant 1960 
Pour les articles homonymes, voir Orloff et Orlov.
Le prince Vladimir Orloff, né le 12 janvier 1869 et mort le 29 aout 1927 à Samois-sur-Seine, est un géneral de l'Empire russe, conseiller et ami de Nicolas II.

## Biographie
Fils de Catherine Troubetskoï et de Nicolas Alexievitch Orloff, ambassadeur de Russie à Paris et petit-fils du général, aide de camp, prince Alexeï Orlov, l'un des familiers du tsar Nicolas Ier.
Le prince Vladimir entre dans le Corps des Pages en 1887 et dans le régiment des chevaliers-gardes, en 1889, dont son grand-père avait été colonel, attaché ensuite au grand quartier de l'empereur Nicolas II, il est nommé chef de la chancellerie militaire du tsar en 1906. Ses fonctions l’appellent à un travail quotidien auprès du souverain, dont il réussit à gagner la confiance et qui lui témoigne une bienveillance particulière. Confiant dans son jugement et dans son dévouement sans bornes, Nicolas II le consulte souvent sur les questions les plus variées, tant politiques que personnelles.
Il a participe aux Jeux olympiques d'été de 1900 en sport équestre.
Les relations du prince et du souverain se renforcent lors des journées de janvier 1905, à Saint-Pétersbourg, lors de la première révolution lorsque la cour se trouve alors isolée dans le château de Tsarskoïe Selo. Depuis cette date, l'Empereur ne se sépare jamais de son fidèle serviteur, qui l'accompagne dans tous ses déplacements et a servi volontairement de chauffeur personnel à la famille impériale. Il devient ainsi, selon les circonstances, un conseiller écouté et un confident sûr. Dévoué corps et âme à la patrie et au trône, le prince profite des rapports exceptionnels dont l'honore le souverain pour lui exprimer sa pensée, sur toutes choses, avec une fermeté discrète. Il porte un avis négatif sur Raspoutine.
Il accompagne le tsar dans ses voyages en France : en 1896, à Châlons sur Marne, lors des grandes manœuvres de l'Est de 1901 dans le cadre de l'alliance franco-russe et à Paris ; en 1901 à Compiègne ; en 1909, à Cherbourg.
Lorsque, le 21 août 1915, l'empereur Nicolas décide d'assumer le commandement suprême de l'armée, le prince Orloff reçoit au Caucase, un haut poste administratif, près de Nicolas Nikolaïevitch de Russie, commandant en chef et vice-roi de la province du Caucase. Il est démis de ses fonctions pour cause de maladie avec un uniforme et une pension le 31 mars 1917. Il passe la fin de l'année 1917 en Crimée avec Nicolas Nikolaïevitch de Russie, puis émigre en France.
Il fonde à Berlin en 1922, avec le duc George N. de Leuchtenberg, l'écrivain Sergueï Sokolov-Kretchetov, Alexandre Valentinovitch Amphitheatrov, Piotr Krasnov, la Confrérie de la Vérité Russe, organisation anti-communiste qui a pour but de renverser le pouvoir soviétique et restaurer l'ancienne Russie.
Il meurt dans sa propriété du château de Bellefontaine à Samois-sur-Seine, où il s'était retiré au lendemain de la révolution russe.

## Famille
Sa première épouse est la princesse Olga Konstantinovna Beloselsky-Belozersky (1874-1923), demoiselle d'honneur, fille du prince Constantine Esperovich Belosselski-Belozerski (ru) et de Nadezhda Dmitrievna Skobeleva (sœur du général d'infanterie Mikhaïl Skobelev), réputée pour être une femme suivant la mode et la plus élégante femme de Saint-Pétersbourg. Leur fils, Nicolas (1896-1961), a été marié à une princesse du sang impérial, en 1917, Nadejda Petrovna de Russie (1898-1988), a eu deux filles.
Sa deuxième femme est la comtesse Elizabeth A. Lueders-Weimar (1883-1969), qui avait fait un premier mariage avec le capitaine NI Kavelin.
Son frère Alexis Orloffi (ru), est général et attaché à l'ambassade de Russie à Paris.

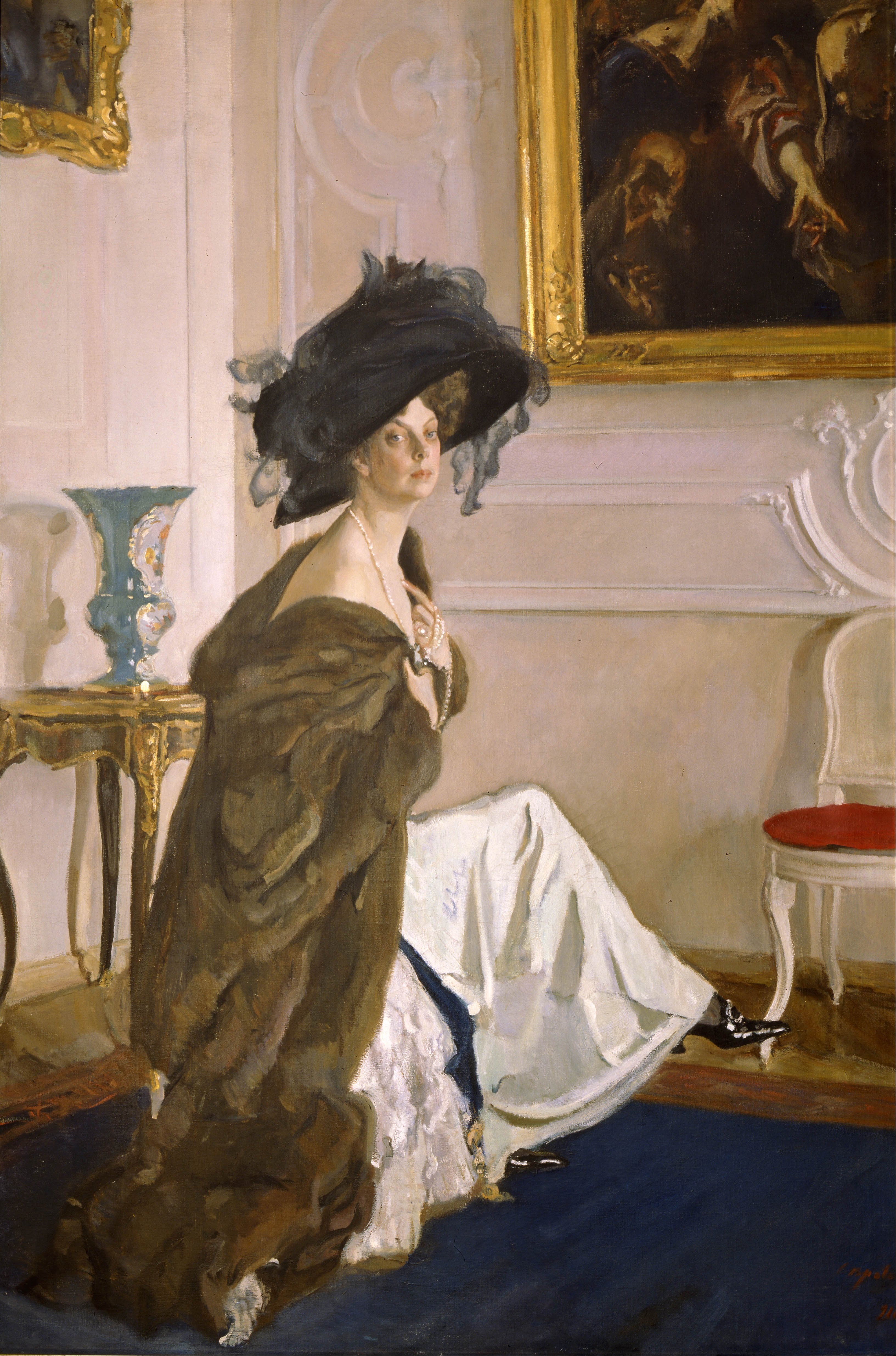
Portrait de la princesse Olga Orlova, 1911, Valentin Serov.
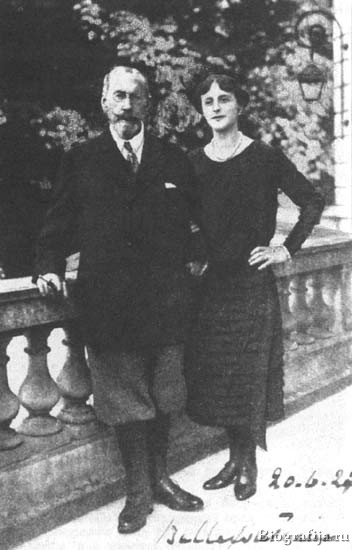
Vladimir Orloff et sa seconde épouse, au château de Bellefontaine.

## Décorations
- Chevalier de l'ordre de Saint-Stanislas de deuxième classe, (1904).
- Chevalier de l'ordre de Sainte-Anne de deuxième classe, (1906).
- Chevalier de l'ordre de Saint-Vladimir de quatrième classe (1908).
- Chevalier de l'ordre de Saint-Vladimir de troisième classe (1911).
- Chevalier de l'ordre de Saint-Stanislas de première classe (1913).
- Chevalier de l'ordre de Sainte-Anne, de première classe (06/05/1915).
- Chevalier de l'ordre de Saint-Vladimir de deuxième classe.